# Adèle Isaac
Adèle Isaac (Calais, 8 de enero de 1854–París, 22 de octubre de 1915) fue una soprano de ópera francesa, activa en París a finales del siglo XIX.

## Biografía
Isaac nació en Calais. Tras estudiar con Gilbert Duprez, debutó profesionalmente en 1870 en Les noces de Jeannette de Victor Massé en el Théatre Montmartre. En febrero de 1873 llamó la atención cantando como la joven pastora en Tannhäuser en La Monnaie de Bruselas. Su primera actuación en la Opéra-Comique fue en 1873 cuando interpretó a Marie en La fille du régiment, pasando a cantar obras de Mozart y de Gounod. El 3 de abril de 1882 cantó como Angèle en la representación número 1000 de Le Domino Noir en la Opéra-Comique. Entre 1883 y 1885 apareció en la Ópera Garnier como Ophélia, Marguerite, Adele, Zerlina y Marguerite de Valois.
Cantó en el primer renacimiento de la ópera de Bizet, Carmen, en París en abril de 1883, y fue elegida por la interpretación más sobria e incluso suave del papel principal que ofreció.
Creó los papeles de Olympia y Antonia en Les contes d'Hoffmann en 1881, Claire en Egmont de Salvayre en 1886 y Minka en Le roi malgré lui en 1887. Isaac fue una de las grandes favoritas en la Opéra-Comique: cantó Susanna en los relanzamientos de 1882, 1886 y 1892 de Las bodas de Fígaro. Su ausencia para una gira de conciertos en Roma y Montecarlo a principios de 1888 retrasó las actuaciones de Le roi malgré lui, y pudo haber contribuido al final de su primera ejecución.
En 1884, Adèle Isaac cantó en las representaciones anuales de la Novena Sinfonía de Beethoven en la Société des Concerts du Conservatoire; al año siguiente cantó la música de Egmont y La flauta mágica con la misma orquesta. En 1887 se casó con el empresario Charles Lelong. Se retiró del mundo de la música en 1894. Falleció el 22 de noviembre de 1915 en París.